# Musculus flexor hallucis brevis
De musculus flexor hallucis brevis of korte groteteenbuiger  is een van de twee skeletspier die de grote teen (hallex) naar beneden buigen (flexie). De andere is de musculus flexor hallucis longus, de 'lange groteteenbuigspier' die zich in de kuit bevindt. De antagonist is de musculus extensor hallucis longus, de lange groteteenstrekker in de kuit.